# Maria Martens
Pour les articles homonymes, voir Martens.
Maria Johanna Theodora Martens, née le 8 janvier 1955 à Doetinchem, est une femme politique néerlandaise.
Membre de l'Appel chrétien-démocrate, elle est députée européenne de 1999 à 2009 et membre de la Première Chambre des États généraux depuis 2011.
Martens a été décorée Chevalière de l'Ordre d'Orange-Nassau (2009) et a reçu l'Ordre païen de Saint-Grégoire-le-Grand (2024).